# Prodoretus unguicularis
Prodoretus unguicularis är en skalbaggsart som beskrevs av Ohaus 1912. Prodoretus unguicularis ingår i släktet Prodoretus och familjen Rutelidae. Inga underarter finns listade i Catalogue of Life.